# منطقه کلان‌شهری تالسا
| تالسا-بروکن اروو-اوواسو منطقه آماری کلان‌شهری اکلاهما  | تالسا-بروکن اروو-اوواسو منطقه آماری کلان‌شهری اکلاهما               |                                       |
| منطقه کلان‌شهری تالسا                                  | منطقه کلان‌شهری تالسا                                               |                                       |
| ----------------------------------------------------- | ------------------------------------------------------------------ | ------------------------------------- |
| نام‌های متداول                                         | شهرستان گرین، اکلاهما، منطقه مترو تالسا                            |                                       |
| جمعیت                                                 | ۹۸۱٬۰۰۵ (۲۰۱۵)                                                     |                                       |
| بزرگترین شهر                                          | تالسا - ۳۹۹٬۶۸۲ (۲۰۱۴)                                             |                                       |
| سایر شهرهای بزرگ                                      | - بروکن اروو-اوواسو، (۱۰۴٬۷۲۶) - اوواسو (۳۳٬۷۷۳) - بیکسبی (۲۴٬۰۰۸) |                                       |
| ارتفاع                                                | بلندترین نقطه: ۱٬۳۶۰ فوت پایین‌ترین نقطه: ۵۶۰ feet                  |                                       |
| ضخامت                                                 | ۱۵۲٫۵/مایل مربع. (۵۸٫۸۸/کیلومتر مربع)                              | ۱۵۲٫۵/مایل مربع. (۵۸٫۸۸/کیلومتر مربع) |
| Area                                                  | 6,269.3 sq. mi. (16,237.4 km²)                                     | 6,269.3 sq. mi. (16,237.4 km²)        |
| Tulsa-Muskogee-Bartlesville Combined Statistical Area |                                                                    |                                       |
| جمعیت                                                 | ۱٬۱۵۱٬۱۷۲ در ۲۰۱۵                                                  |                                       |
| Cities                                                | Bartlesville, Tahlequah, and Muskogee                              |                                       |
| Counties                                              | Washington, Muskogee, and Cherokee.                                |                                       |

منطقه کلان‌شهری تالسا (انگلیسی: Tulsa metropolitan area)به‌طور رسمی تالسا-بروکن اروو-اوواسو، منطقه آماری کلان‌شهری اکلاهما است که در شمال شرق این ایالت قرار دارد و تمرکزش حول و اطراف شهر تالسا اکلاهما سات و شهرستانهای تالسا، راجرز، وگنر، اوسیج، کریک، اوکمالگی و شهرستان پونی اکلاهما را دربرگرفته و جمعیت آن به‌طور تقریبی ۱٫۱۵۱٫۱۷۲ ذر سال ۲۰۱۵ بود.